# Bataille de la Notch
Guerre de Corée
Batailles
Bataille du périmètre de Busan :

Août :
- Masan
- Massacre de Bloody Gulch
- Battle Mountain
- Nakdong (1re)
- Pohang
- Daegu
- Bowling Alley
- Massacre de la colline 303

Septembre :
- Grande offensive du Nakdong
- Gyeongju
- Tabu-dong
- Ka-san
- Nakdong (2e)
- Yongsan
- Haman
- Rivière Nam

Contexte :
- Ordre de bataille
- Logistique

La bataille de la Noch est un engagement entre les forces des Nations unies et de Corée du Nord lors de la guerre de Corée qui se déroule le 2 août et qui voit la victoire des troupes de l'ONU.
Sous le choc de l'embuscade de Hadong (en) et près avoir été chassé de la ville de Chinju, le 19e régiment d'infanterie de la 24e division d'infanterie manœuvre afin de protéger la passe vers Masan, la dernière ville sud-coréenne avant le fleuve Naktong, où l'ONU tente de mettre en place un périmètre de défense. 
Les forces nord-coréennes et américaines se heurtent inopinément et une bataille confuse s'ensuit. Mais les forces américaines commencent à être mieux équipées avec des armes lourdes, des blindés et des équipements nouvellement arrivés dans le pays. Elles disposent aussi de l'avantage du terrain pendant la bataille, ce qui leur permet de repousser les Nord-coréens.
Les forces nord-coréennes se retirent donc finalement avec de lourdes pertes après plusieurs attaques infructueuses. Et alors que ces derniers se désengagent de Masan, l’US Air Force prend pour cible les colonnes de camions nord-coréens qui se retirent, infligeant à nouveau d'importants dégâts matériels et de nouvelles victimes. Cette bataille ainsi qu'un petit nombre d'autres engagements dans la région permettent d'arrêter l'offensive nord-coréenne sur le flanc sud du périmètre de Busan. Cela entraine un sursis pour les deux côtés qui en profite pour ravitailler et se renforcer avant de s’engager à nouveau lors de la bataille du périmètre de Busan peu après .